# Agapetus (helgon)
Agapetus eller Agapitus är en kristen martyr och helgon av Palestrina, Italien. Det finns inga uppgifter om hans liv, men Agapetuskulten i Rom och Praeneste är sedan tidigt erkänd av katolska kyrkan i liturgiska böcker och dedikationer. Han beskrivs som en femtonårig pojke som höggs ihjäl med ett svärd för att han vägrade avsäga sig den kristna tron. Hans helgondag firas den 18 augusti.
Enligt legenden torterades han genom att kokande vatten hälldes över hans mage, hans tänder drogs ut och han hängdes med huvudet nedåt över en brinnande eld. Sedan hetsades två vilda lejon mot honom, men de lade sig fromt vid hans fötter. Han avbildas därför över lågor tillsammans med två lejon. Han anropas mot magplågor och vid tandsprickning hos barn.
Före 1901 var den 18 augusti namnsdag.